# Bezonvaux

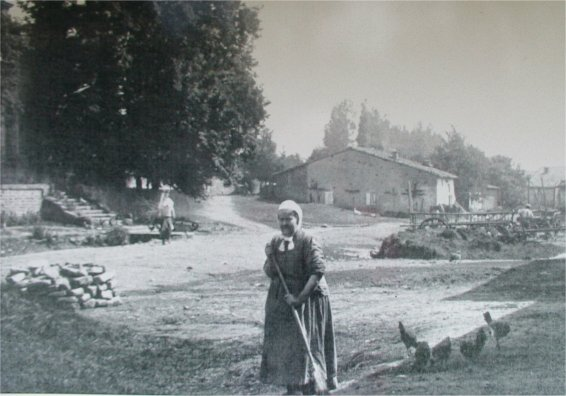
Hình ảnh lịch sử Bezonvaux

Bezonvaux là một thị trấn thuộc tỉnh Meuse trong vùng Grand Est đông nam nước Pháp. Thị trấn này nằm ở khu vực có độ cao trung bình 257 mét trên mực nước biển.